# Mutter Küsters’ Fahrt zum Himmel
Mutter Küsters’ Fahrt zum Himmel ist ein in Frankfurt am Main gedrehter Spielfilm von Filmautor Rainer Werner Fassbinder.

## Handlung
Wegen Massenentlassungen erschlägt der Arbeiter Küsters erst seinen Personalchef und tötet dann sich selbst. Er hinterlässt eine hilflose Mutter Küsters. Weder Sohn Ernst noch dessen Frau Helene wollen mit dem Fabrikmörder in Verbindung gebracht werden und ziehen aus der gemeinsamen Wohnung aus. Tochter Corinna profitiert vom Tod des Vaters, sie kann die unerwartete Publizität für ihre Karriere als Chansonsängerin nutzen. Zu alledem veröffentlicht ein Reporter eines Boulevardblattes einen verleumderischen Artikel. Schutz findet Mutter Küsters kurzzeitig bei den DKP-Leuten Karl und Marianne. Dort fühlt sie sich ernst genommen, tritt der Partei bei, erhofft sich aber vergeblich eine Rehabilitation ihres Mannes. Sie vertraut sich dem Anarchisten Knab an, der mit Freunden die Zeitungsredaktion besetzt, die den Boulevardartikel veröffentlichte. Es werden Geiseln genommen und die Geschichte endet tragisch.

## Hintergrund
Fassbinder ließ sich für seinen Film von Piel Jutzis sozialkritischem Klassiker Mutter Krausens Fahrt ins Glück aus dem Jahre 1929 anregen, der in Figurenkonstellation, Handlung und Verlauf Parallelen aufweist.
Fassbinder drehte zwei Fassungen vom Schluss des Films. Der in der Handlung Erwähnte wird in Schrifttiteln eingeblendet, beim alternativen Ende geben die Geiselnehmer auf und der Film geht gut aus. Das alternative Ende wurde in der US-amerikanischen Fassung verwendet.

## Rezeption
Auf der Berlinale 1975 löste der Film Tumulte aus. Das Publikum fiel wütend über Fassbinder her, am Ende wurde ihm als Preis eine Rolle Klopapier überreicht. Nicht so in den USA, denn im Sommer 1977 eröffnete auf dem New York Film Festival Mother Kuster Goes To Heaven eine große Fassbinder-Retrospektive, die enthusiastisch gefeiert wurde. Mario Adorf erinnert sich, dass bis zu jenem Zeitpunkt jeder Amerikaner im Deutschen einen Nazi witterte. Fassbinder hingegen, der für ein junges deutsches Kino stand, das sich kritisch mit seiner Vergangenheit und Gegenwart auseinandersetzte, wurde voll und ganz akzeptiert. Mit Fassbinder änderte sich das Deutschlandbild, das in den USA vorherrschte.

## Kritiken
„Das Schicksal einer Witwe, deren Mann aus Empörung über angekündigte Massenentlassungen seinen Chef und sich selbst umgebracht hat und für Presse-, Reklame-, Partei- und Anarchisteninteressen schamlos ausgebeutet wird. Ein rigoroses durchkonstruiertes Lehrstück über den Egoismus der Menschen, ihre Unfähigkeit zu solidarischem Handeln und die Verführbarkeit der Arglosen.“

„[…] er (Fassbinder d.V.) hat mir das Drehbuch zu MUTTER KÜSTERS' FAHRT ZUM HIMMEL gebracht. Ich hab das gelesen und bin dann zu ihm ins Direktionszimmer gegangen, wo er saß mit seinen Stiefeln und einem Schlapphut, und dann habe ich zu ihm gesagt: "Sag mal, ich habe jetzt dieses Buch gelesen. Ich weiß, daß du gegen die Rechten bist, ich weiß, daß du gegen die Linken bist, gegen die Extremisten, gegen die und den – für wen bist du eigentlich?" Da war ein Moment Pause, dann hat er die Stiefel vom Tisch genommen, hat seine Augen weit aufgerissen und war eigentlich selbst über die Frage erstaunt und hat mir dann geantwortet: "Weißt du, ich sehe nur, wo überall was brennt und wo was schiefläuft und wo was stinkt. Und ob das jetzt rechts oder links, oben oder unten ist, ich schieße einfach in jede Richtung." Das war Fassbinder.“

„Der Film beginnt wie eine Fortsetzung von Warum läuft Herr R. Amok? […] (Der Film, d. V.) wirkt wie eine pessimistische Antwort auf Piel Jutzis bedeutenden sozialkritischen Film von 1929, Mutter Krausens Fahrt ins Glück[…] (der Film, d. V.) ist damit […] der politisch gemeinte Film eines unpolitischen Regisseurs.“

„Auch in diesem Film "fasst" Fassbinder seine Figuren in rahmenähnliche Bilder, sei es in Spiegel, Türrahmen, Fenster usw. Sie sind Gefangene ihrer selbst und einer Gesellschaft, die durch funktionale Elemente und instrumentalistische Strukturen "geordnet" ist. Weder die DKPisten, noch Niemeyer, Corinna oder Helene und Ernst, aber auch Mutter Küsters können den ihnen "zugewiesenen Rahmen" entkommen. Im Nachhinein betrachtet spult sich die Geschichte ab, wie vorgegeben, geradezu determiniert durch die Mechanismen einer Gesellschaft, in der sich die immer wieder propagierte Freiheit als unmittelbarer wie mittelbarer Zwang, ja als Gefangenschaft offenbart.“

„Verführbarkeit und Mangel an menschlicher statt ideologischer Solidarität in Mutter Küsters' Fahrt zum Himmel (1975), einem der skeptischsten und bittersten Filme, die je über die Bundesrepublik gedreht wurden; […]“